# Paul Frommelt

Paul Frommelt.

Paul Frommelt, född 9 augusti 1957, är en före detta alpin skidåkare från Liechtenstein. Frommelt vann brons vid VM 1978 och vid OS 1988 i sin specialgren slalom. I världscupen vann Frommelt fyra segrar och var 25 gånger på prispallen, alla gånger i slalom. Hans bror, Willi, är också en alpin skidåkare.
Frommelt har blivit utsedd till årets manliga idrottare i Liechtenstein sju gånger (1977, 1979, 1981, 1986, 1988, 1989 och 1990).